# Olor sexual
La expresión “olor sexual” u “olor a verraco" se aplica al olor o gusto desagradable que a menudo presentan la carne o sus derivados al cocinarlos o comerlos, proveniente de cerdos, cabras u ovejas machos no castrados que han alcanzado la pubertad.
Hay estudios que demuestran que muchos consumidores son sensibles al olor sexual, por lo que los productores de carne de cerdo deben controlarlo. Las mujeres son más sensibles que los hombres, y algunas etnias también parecen ser más sensibles que otras. En la mayoría de los países hay normas de calidad de los alimentos que prohíben el olor sexual.

## El control del olor sexual
Durante siglos, se ha castrado físicamente a los cerdos para evitar el olor sexual. Tradicionalmente, los lechones se castran a las 2 o 3 semanas de edad. En algunos países (como Países Bajos, Suiza y Noruega) se está generalizando la administración de anestesia local o general para reducir el dolor y el estrés que conlleva la castración. Cada país aplica normas diferentes sobre su carácter obligatorio o voluntario, y sobre si son los productores o los veterinarios quienes realizan normalmente el procedimiento. La castración, ya sea con anestesia o sin ella, ha sido criticada en los últimos años por grupos de defensa de los animales.
En algunos países, como en Australia, los cerdos son sacrificados a una edad más temprana. Se hace así porque las dos sustancias naturales que originan el olor sexual, la androstenona y el escatol, no empiezan a acumularse en la grasa de los cerdos macho hasta que alcanzan la madurez sexual. Por lo tanto, el sacrificio a temprana edad puede ayudar a reducir la presencia del olor sexual.
Otro posible método para controlar el olor sexual consiste en seleccionar el sexo de los embriones antes del parto, con la finalidad de criar únicamente cerdas, aplicando técnicas de selección de esperma en función del cromosoma determinante del sexo e inseminación artificial. Este método se ha aplicado con éxito en la cría de ganado vacuno, pero en el caso del ganado porcino la técnica todavía se está investigando y aún no existe una solución económica ni práctica.
También se ha intentado seleccionar para cría cerdos con menor propensión a desarrollar el olor sexual, pero sin éxito apreciable. La explotación Sugar Mountain Farm está entre quienes afirman que es posible, mediante la selección genética y cambios en la alimentación. Una ventaja de los verracos es que producen una carne más magra y engordan alrededor de un 10% más deprisa, produciendo así más carne que los cerdos castrados y las hembras, es decir, con una conversión más eficaz de pienso en carne.

## Causas
La causa del olor sexual es la acumulación de dos compuestos, la androstenona y el escatol, en la grasa de los cerdos macho. Al contrario de los seres humanos en los cuales los olores que se producen después del sexo o excitación entre la pareja es principalmente provocada por la mujer debido a las hormonas de su cuerpo.
La androstenona (una feromona masculina), se elabora en los testículos de los cerdos macho cuando alcanzan la pubertad. Sin embargo, el escatol (un subproducto de las bacterias del intestino o metabolito bacteriano del aminoácido triptófano) lo producen tanto los machos como las hembras, pero sus concentraciones son muy superiores en los cerdos enteros porque los esteroides testiculares inhiben su descomposición en el hígado. En consecuencia, el escatol se acumula en la grasa de los cerdos macho tras alcanzar la madurez sexual.
Si estos compuestos, que los cerdos macho producen de forma natural tras alcanzar la madurez sexual, se van acumulando con el tiempo, su presencia será perceptible al cocinar la carne. Para evitar la acumulación de estos compuestos, se practica la castración de los lechones.

## Nuevos métodos
Dado que la castración se ha criticado en los últimos años, algunos productores y asociaciones están buscando otros métodos para controlar el olor sexual. La vacunación contra el olor sexual, que se ha venido aplicando en Australia y Nueva Zelanda desde 1998, es una solución segura y sumamente eficaz que usa el propio sistema inmunitario del cerdo para controlar el olor sexual. El uso de la vacuna es tan sencillo y fiable para controlar el olor sexual como la castración física. El personal capacitado de las explotaciones porcinas puede administrarla con seguridad. Permite producir carne de cerdo de alta calidad e inocua para el consumidor.
La vacuna actúa estimulando el sistema inmunitario del cerdo para que produzca anticuerpos específicos contra el factor liberador de gonadotropina (GnRF), lo que inhibe temporalmente la función de los testículos y detiene así la producción y acumulación de los compuestos que generan el olor sexual.
Al estimular la producción de anticuerpos específicos contra el GnRF, la vacuna interrumpe la cadena de acontecimientos que conduce a la liberación en los testículos de testosterona y otros esteroides, como la androstenona, una de las dos principales sustancias causantes del olor sexual. La otra, el escatol, también se elimina porque gracias a la menor concentración de esteroides el hígado lo metaboliza más eficazmente.
Se debe vacunar dos veces a cada cerdo para controlar eficazmente el olor sexual. El momento de la primera dosis es relativamente flexible, pero deben transcurrir al menos cuatro semanas entre las dos dosis, y la segunda debe administrarse de cuatro a seis semanas antes del sacrificio. Tras la segunda dosis, los testículos del verraco dejan de crecer. El usuario de la vacuna debe recibir formación sobre su administración y sobre el uso del vacunador de seguridad.
La vacuna no sólo constituye una solución contra el olor sexual más respetuosa con el bienestar de los animales y con el medio ambiente, sino que también permite que todos los participantes en la cadena de producción de carne de cerdo se beneficien del crecimiento natural de los verracos manteniendo la calidad organoléptica de la carne.